# Isola Pietro I
L'Isola Pietro I (in norvegese: Peter 1.s øy) venne scoperta da Fabian von Bellingshausen ad ovest dell'Antartico il 21 gennaio 1821. Prende il nome dallo Zar russo Pietro I (imperatore e autocrate di tutte le Russie, primo zar di tutte le Russie, granduca di Russia, gran principe di Kiev, gran principe di Vladimir-Suzdal, gran principe di Mosca e duca di Estonia e Lituania). Ola Olstad effettuò il primo sbarco riuscito sull'isola il 2 febbraio 1929 e reclamò l'isola per la Norvegia.
L'isola occupa una superficie di 249 km² e raggiunge un'altezza di 1.755 metri in cima al Picco Lars Christensen; si tratta, inoltre, di un vulcano estinto. Si trova a 68° 50' sud, 90° 35' ovest, approssimativamente a 450 km dalla costa dell'Antartico occidentale. È circondata dal ghiaccio ad eccezione di un breve periodo alla fine dell'estate ed è coperta da ghiacciai al 95%.